# Palaukungsfiskare
Palaukungsfiskare (Todiramphus pelewensis) är en fågel i familjen kungsfiskare inom ordningen praktfåglar.

## Utbredning och systematik
Fågeln förekommer på Palauöarna i västra Karolineran. Tidigare betraktades den som en underart till T. cinnamominus och vissa gör det fortfarande. Den behandlas som monotypisk, det vill säga att den inte delas in i några underarter.

## Status
IUCN kategoriserar den som nära hotad.